# .23
.23 è il sesto album del cantautore pop italiano Alex Britti, pubblicato il 6 novembre 2009 dall'etichetta discografica Universal. Il primo singolo estratto, che ha anticipato l'uscita dell'album, è il brano Piove, mentre il secondo è stato Buona fortuna.

## Descrizione
L'album è stato inciso durante l'estate 2009 a Milano. Tra i musicisti che hanno partecipato al disco ci sono vere e proprie star internazionali come il bassista Darryl Jones (Miles Davis, Neil Young, Sting, Patti LaBelle, LeAnn Rimes, Joe Cocker, B.B. King, Rod Stewart, Ziggy Marley, Carmen Bradford, Joan Armatrading, Eric Clapton, The Rolling Stones), il batterista Paco Sery (già nel Joe Zawinul Syndicate, musicista celebrato da Jaco Pastorius e Wayne Shorter), il sassofonista Bob Franceschini (tra gli altri, con Mike Stern) e l'arpista Cecilia Chailly (affermata solista e già al fianco, tra gli altri, di Fabrizio De André, Mina, Ludovico Einaudi). All'album ha partecipato inoltre uno dei nomi italiani più illustri del momento, quello del violinista e arrangiatore Davide Rossi, già al fianco di Brian Eno, Robert Fripp, The Verve, Goldfrapp, Röyksopp e Coldplay.
In realtà il brano .23 non dura 5:55, ma 2:55. Seguono 10 secondi di silenzio dal termine di quest'ultimo brano, dopodiché inizia la ghost track T.Blues (3:05 - 5:55).
Il brano Amico mio ottiene una nuova ribalta nel 2024, quando viene scelto da Mondelez per la pubblicità della Philadelphia.

## Tracce
CD (Universal 0602527251639 (UMG) / EAN 0602527251639)
1. Piove – 2:54 (Alex Britti)
2. Buona fortuna – 5:44 (Alex Britti)
3. L'attimo per sempre – 3:30 (Alex Britti)
4. Esci piano – 4:30 (Alex Britti, Roberto Kunstler)
5. Amico mio – 3:49 (Alex Britti)
6. Vieni qui – 4:16 (Alex Britti, Roberto Kunstler)
7. Venite tutti a Roma – 3:59 (Alex Britti)
8. Lasciatemi sognare – 3:47 (Alex Britti)
9. Meno di zero – 4:03 (Alex Britti, Roberto Kunstler)
10. Così come sei – 7:04 (Alex Britti)
11. .23 – 5:55 (Alex Britti)
12. Estate – 4:55 (Bruno Martino) – (Edizione Deluxe)
13. Quando il cielo piange – 6:48 (Alex Britti) – (Edizione Deluxe)

Durata totale: 61:14

## Musicisti
- Alex Britti - voce, chitarra, tastiera, percussioni
- Darryl Jones - basso
- Stefano Sastro - pianoforte, Fender Rhodes, organo Hammond B3, sintetizzatore
- Simone Haggiag - caxixi
- Luca Scarpa - pianoforte, organo Hammond B3
- Paco Sery - batteria, kalimba
- Angelo Di Martino - sintetizzatore
- Luca Scorziello - congas
- Davide Rossi - archi
- Cecilia Chailly - arpa
- Bob Franceschini - sax tenore
- Claudia Arvati, Gabriella Scalise - cori

## Classifiche
| Classifica (2009) | Posizione raggiunta |
| ----------------- | ------------------- |
| Italia            | 30                  |